# Carex maximowiczii
Carex maximowiczii är en halvgräsart som beskrevs av Friedrich Anton Wilhelm Miquel. Carex maximowiczii ingår i släktet starrar, och familjen halvgräs. Inga underarter finns listade i Catalogue of Life.

## Bildgalleri

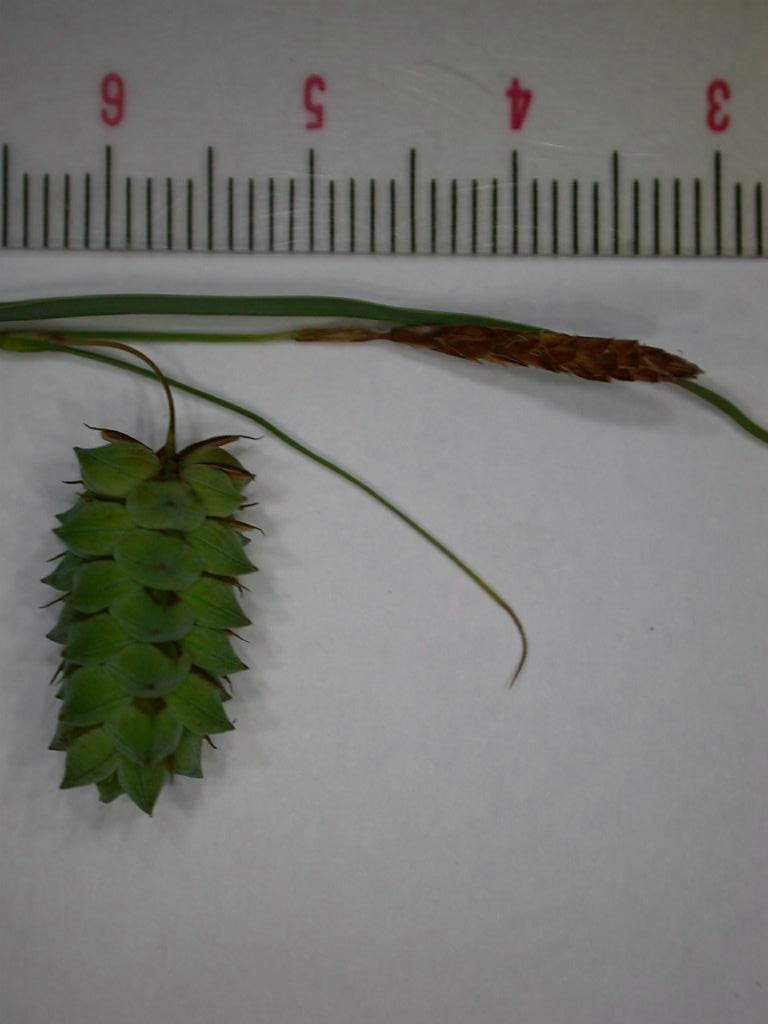